# مالت نیولر
مالت نیولر (انگلیسی: Malte Nieweler؛ زادهٔ ۱۰ آوریل ۱۹۹۴) بازیکن فوتبال اهل آلمان است.
از باشگاه‌هایی که در آن بازی کرده‌است می‌توان به باشگاه فوتبال اسنابروک اشاره کرد.